# Municipio de Lund (Suecia)
El municipio de Lund (en sueco: Lunds kommun) es un municipio de Escania, la provincia más austral de Suecia. Su sede se encuentra en la ciudad de Lund. Limita con los municipios de Sjöbo al este, Skurup al sureste, Svedala y Staffanstorp al suroeste, Lomma al oeste, Kävlinge al noroeste y con Eslöv al noreste.

## Localidades
Hay 9 áreas urbanas (tätort) en el municipio:
| # | Tätort          | Población |
| - | --------------- | --------- |
| 1 | Lund            | 87 235    |
| 2 | Södra Sandby    | 3732      |
| 3 | Dalby           | 3380      |
| 4 | Veberöd         | 3776      |
| 5 | Genarp          | 3416      |
| 6 | Stångby         | 3712      |
| 7 | Torna Hällestad | 3480      |
| 8 | Revingeby       | 3648      |
| 9 | Vallkärra       | 3768      |

## Ciudades hermanas
Lund está hermanada o tiene tratado de cooperación con:
| En países nórdicos: - Viborg - Hamar - Porvoo - Dalvíkurbyggð | En el resto del mundo: - Nevers - León - Greifswald | - Zabrze - Coímbra - Hangzhou |